# Канатоходцы
«Канатоходцы» (узб. Дорвозлар, другое название: «Приключения канатоходцев») — советская киноповесть 1964 года режиссёра Равиля Батырова, снятая на киностудии «Узбекфильм».
Премьера состоялась 16 августа 1965 года. Фильм посмотрели 12,6 млн зрителей.

## Сюжет
Канатоходец Таштемир и его внук Алиджан отправляются на поиски банды басмачей по указанию командира красноармейского отряда. В ходе своих поисков они попадают в различные передряги, в том числе в плен басмачей. Однако им удаётся сбежать, и они продолжают своё путешествие, выступая как бродячие артисты. В итоге им удается покорить сердца местных жителей и выступить перед народом. Но ситуация осложняется, когда басмачи узнают об их настоящей личности. После убийства Таштемира, Алиджану удаётся сбежать, и в итоге он помогает привести народное восстание против басмачей, помогая красноармейцам вернуться в кишлак и освободить его от врагов.

## Роли исполняют
- Раззак Хамраев — Таштемир (главная роль)
- Рустам Сагдуллаев — Алиджан (главная роль)
- Нурмухан Жантурин — лазутчик
- Хикмат Латыпов — Камил-ата
- Кудрат Ходжаев — курбаши Мирхайдар
- Сагат Талипов

### Роли дублируют
- Павел Суханов
- Владимир Костин
- Александр Суснин
- Николай Гаврилов
- Виктор Чекмарёв
- Георгий Сатини
- Николай Кузьмин
- Фёдор Федоровский
- Володя Садовников
- Люба Садовникова

## Съёмочная группа
- Режиссёр: Равиль Батыров
- Сценаристы: Явдат Ильясов, Анор Ташкенбаева
- Оператор: Дильшат Фатхулин
- Композитор: Румиль Вильданов
- Художник: Евгений Пушин

## Русский дубляж
Русский дубляж был осуществлён коллективом дубляжной группы киностудии «Ленфильм», режиссёр дубляжа Максим Руф, звукооператор Ирина Черняковская.